# Universidad de Liberia
La Universidad de Liberia (en inglés:  University of Liberia) es la principal universidad estatal de Liberia. La institución es una de las más antiguas del África Occidental y fue financiada originariamente por la New York Colonization Society y Trustees of Donations for Education in Liberia, dos organizaciones estadounidenses; además la American Bar Association sufragó las restauraciones de la universidad tras la guerra civil del país. Su primer presidente fue Joseph Jenkins Roberts y lo fue hasta 1876. 

## Alumnos y profesores
- Edward Wilmot Blyden, presidente (1881–1884)[1]
- J. Max Bond, Sr., presidente (1950–1954)
- Orator F. Cook, presidente
- Martin Henry Freeman, presidente
- Garretson W. Gibson, presidente (1892–1896)
- Vusumzi Make, profesor (1968–1974)
- Rocheforte Lafayette Weeks, presidente (1961–1972)
- Cletus Wotorson, profesor